# Ficlatuzumab
Le ficlatuzumab est un anticorps monoclonal dirigé contre le facteur de croissance de l'hépatocyte humain (HGF) qui a une activité anticancéreuse potentielle entrant dans le cadre de l'immunothérapie.

## Mode d'action
En se liant à l'HGF, le ficlatuzumab empêche la liaison de l'HGF à son récepteur c-Met et par conséquent l'activation de la voie de signalisation HGF/c-Met, ce qui peut entraîner la mort cellulaire dans les cellules tumorales qui expriment c-Met. Or c-Met est un récepteur de la tyrosine kinase surexprimé ou muté dans de nombreux types de cellules tumorales, qui joue un rôle clé dans la croissance, la survie, l'angiogenèse, l'invasion et les métastases des cellules cancéreuses.

## Intérêt thérapeutique
Le ficlatuzumab a été et est étudié (en 2023) dans plusieurs essais cliniques avec des résultats contrastés selon le type de cancer visé. 
Le ficlatuzumab associé au gefinitib dans le traitement des patients souffrants de cancer des poumons à des stades avancés n'a pas apporté de bénéfice significatif.
Le ficlatuzumab combiné avec le cetuximab, utilisé chez des patients atteints de carcinomes épidermoïdes récidivant ou métastasés de la tête et du cou, et résistants au cetuximab seul, s'est révélé bien toléré et présentant un taux de réponse global de 38 % par rapport aux 6 % obtenus avec le ficlatuzumab seul. En septembre 2021, la Food and Drug Administration des États-Unis a accordé une autorisation accélérée au ficlatuzumab pour les patients atteints d'un carcinome épidermoïde de la tête et du cou récidivant ou récurrent. En 2023, et en raison des résultats positifs de ces essais de phase II, des études de phase III sont prévues,.

## Dénominations
Le ficlatuzumab est connu sous le nom de code AV-299 et anciennement sous celui de SCH 900105.